# Книпхофия
Книпхо́фия, иногда неверно транслитерируется как Книфо́фия,(лат. Kniphófia) — род многолетних травянистых растений подсемейства Асфоделовые (Asphodelaceae), естественный ареал которых — Южная и Восточная Африка. Прежде род относили к семейству Лилейные (Liliaceae), в настоящее время ряд исследователей относят род к семейству Ксанторреевые (Xanthorrhoeaceae), которое ранее считалось монотипным, помещая книпхофию в подсемейство Asphodeloideae.
Несколько видов книпхофии, а также многочисленные гибриды широко распространены по всему миру в качестве красивоцветущих садовых растений.

## Название
Род назван в честь немецкого ботаника Иоганна Иеронима Книпхофа (нем. Johann Hieronymus Kniphof, 1704—1763). Название «книпхофия» используется в научной и научно-популярной литературе, некорректное название «книфофия» — большей частью в литературе по садоводству.

## Биологическое описание
Все представители рода — многолетние травянистые растения, некоторые из них — вечнозелёные.
Растения обычно имеют высоту от одного и до полутора метров, но имеются также относительно низкорослые виды. Самый высокий вид — Книпхофия Томсона (Kniphofia thomsonii): цветоносы могут достигать высоты три метра.
Листья растений, как и у большинства других травянистых асфоделовых, образуют прикорневую розетку (пучок), из середины которой выходят цветоносы.

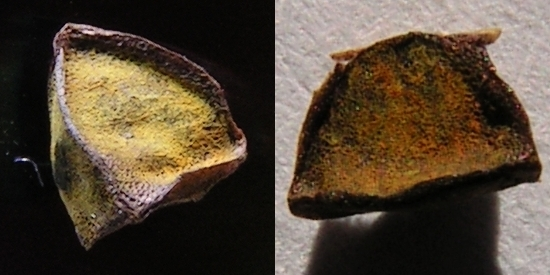
Семена Книпхофия ягодная|Книпхофии ягодной (Kniphofia uvaria). Длина семени — около 3 мм

Цветки небольшие, собраны в колосовидные соцветия, расположенные на верхушке стебля. Околоцветник простой, венчиковидный. Тычинок шесть.
Гинецей синкарпный, из трёх плодолистиков.
Завязь верхняя, трёхгнёздная.
Нектарники находятся в перегородках между гнёздами. Через тонкий выводной каналец, выходящий у основания столбика, нектар по каплям выделяется на верхнюю поверхность завязи и стекает на дно околоцветника.
Плод — коробочка.

## Применение
Книпхофии — известные садовые растения с характерной двуцветной раскраской соцветий. Такой их облик связан с тем, что цветки в раскрытом состоянии (обычно жёлтые) почти всегда отличаются по окраске от бутонов (обычно красных). Поскольку бутоны раскрываются постепенно (и почти у всех видов снизу вверх), соцветия снизу жёлтые, а сверху красные.
Зимостойкость большинства видов и гибридов — минус 10 — минус 15 °C.
Размножают книпхофии семенами и весенним делением куста.

## Классификация
Род Книпхофия — единственный в трибе Книпхофиевые (Kniphofieae), относящейся к подсемейству Асфоделовые (Asphodeloideae) семейства Асфоделовые (Asphodelaceae).
В более ранних системах классификации этот род нередко включали в семейство Лилейные (Liliaceae).

## Виды и гибриды
Род Книпхофия включает около семидесяти видов.

### Виды и природные гибриды
- Kniphofia alooides Moench = Kniphofia uvaria (L.) Oken
- Kniphofia brachystachya

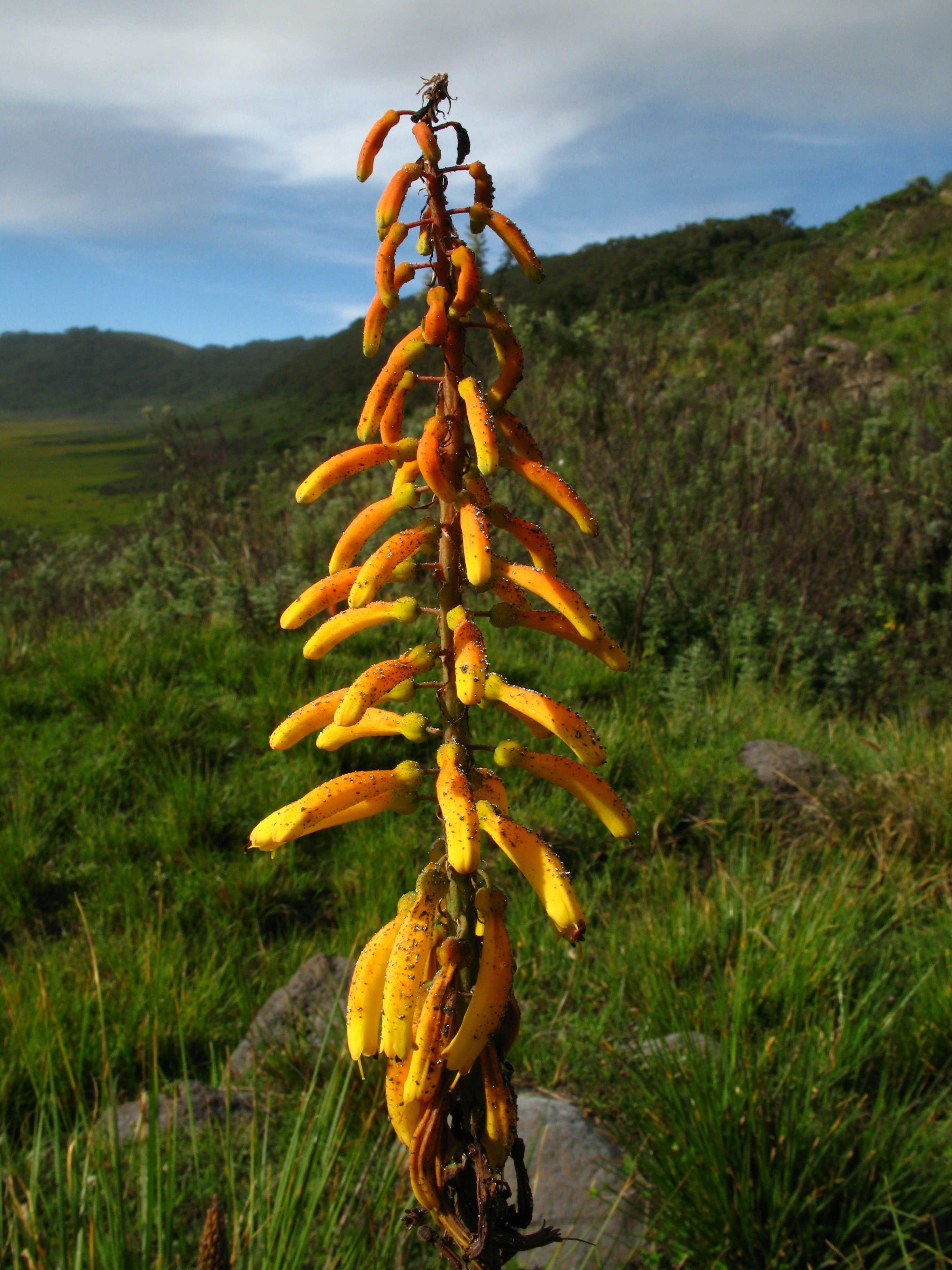
Книпхофия Томсона (Kniphofia thomsonii), Танзания

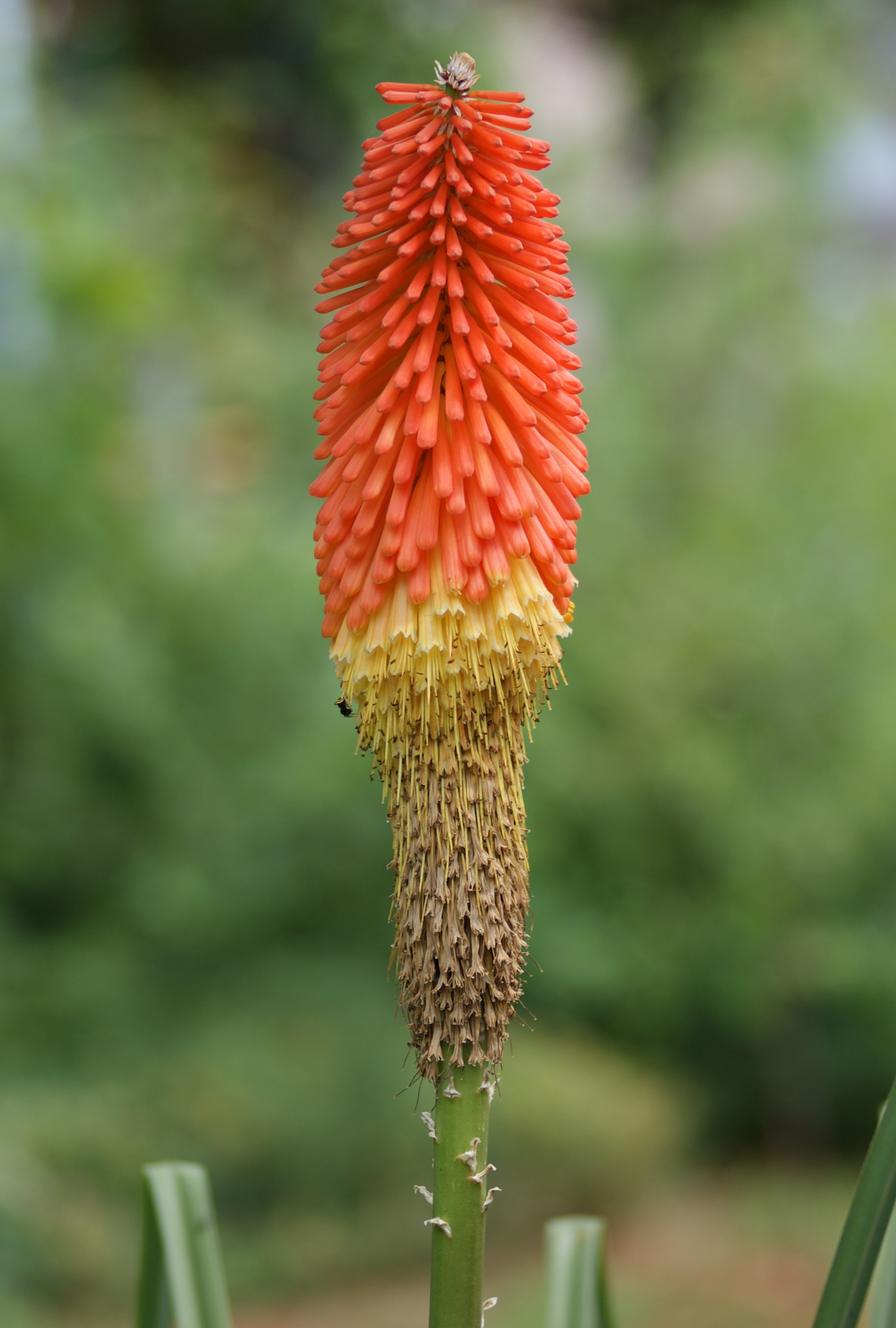
Книпхофия ягодная (Kniphofia uvaria)

- Kniphofia caulescens Baker ex Hook.f.  — Книпхофия стеблевая. Происходит из африканских гор, растёт в природе на высоте до 3000 м.

Синоним:
 Tritoma caulescens (Baker) Carrière
- Kniphofia ensifolia Baker  — Книпхофия мечелистная.
- Kniphofia foliosa Hochst.  — Книпхофия облиственная. Эфиопия. Единственный вид книпхофии с облиственным стеблем.
- Kniphofia galpinii = Kniphofia triangularis
- Kniphofia gracilis Harv. ex Baker  — Книпхофия изящная
- Kniphofia hirsuta
- Kniphofia isoetifolia — Книпхофия изоетолистная. В отличие от подавляющего большинства других видов книпхофии у этого вида цветки в соцветии раскрываются сверху вниз.
- Kniphofia laxiflora Kunth  — Книпхофия рыхлоцветковая

Синонимы:
Kniphofia natalensis Baker
 Tritoma natalensis (Baker) Skeels
- Kniphofia macowanii Baker  — Книпхофия Макована

Синоним:
 Tritoma macowanii (Baker) Skeels
- Kniphofia natalensis Baker = Kniphofia laxiflora Kunth
- Kniphofia nelsonii Mast.  — Книпхофия Нельсона

Синоним:
 Tritoma nelsonii (Mast.) Skeels
- Kniphofia northiae Baker

Синоним:
 Tritoma northiae (Baker) Skeels
- Kniphofia × praecox — Книпхофия ранняя. Природный гибрид из Южной Африки, наиболее широко распространённый в природе. Может переносить длительную засуху.
- Kniphofia pumila — Книпхофия карликовая. В отличие от подавляющего большинства других видов книпхофии у этого вида цветки в соцветии раскрываются сверху вниз.
- Kniphofia reflexa Hutch. ex Codd — Книпхофия загнутая. Редкий вид из Камеруна, подлежит охране[10].
- Kniphofia rufa
- Kniphofia sarmentosa
- Kniphofia stricta
- Kniphofia thomsonii — Книпхофия Томсона. Тропическая Африка. Вид с самыми высокими среди книпхофий цветоносами — до трёх метров.
- Kniphofia triangularis — Книпхофия трёхгранная. Вид из Южной Африки высотой до 1 м. Бутоны ярко-оранжевые, раскрывшиеся цветки — жёлтые.

Синоним:
 Kniphofia galpinii
- Kniphofia tuckii Leichtlin ex Baker  — Книпхофия Тьюка. Бутоны красноватые, раскрывшиеся цветки — зеленовато-белые.

Синоним:
 Tritoma tuckii (Baker) Skeels
- Kniphofia uvaria (L.) Oken  — Книпхофия ягодная. Вид из Юго-Восточной Африки высотой до 1,2 м Соцветия яйцевидные или почти шаровидные. Бутоны красные, цветки жёлто-оранжевые. Поскольку цветки раскрываются постепенно, соцветие эффектно разделено на две по-разному окрашенные части. У этого вида в пазухах самых нижних листьев закладываются почки, из которых развиваются столоны длиной до 15 см, дающие начало новым особям. Вид, который первым начали культивировать в Западной Европе (с начала XVIII века). На основе этого вида выведено множество гибридов.

Синонимы:
Aletris sarmentosa Andrews
Aloe uvaria L.
Kniphofia alooides Moench
 Tritoma uvaria (L.) Ker Gawl.
- Kniphofia uvaria var. maxima — Книпхофия ягодная разновидность наибольшая. Растения достигают высоты 1,8 м.

### Садовые гибриды

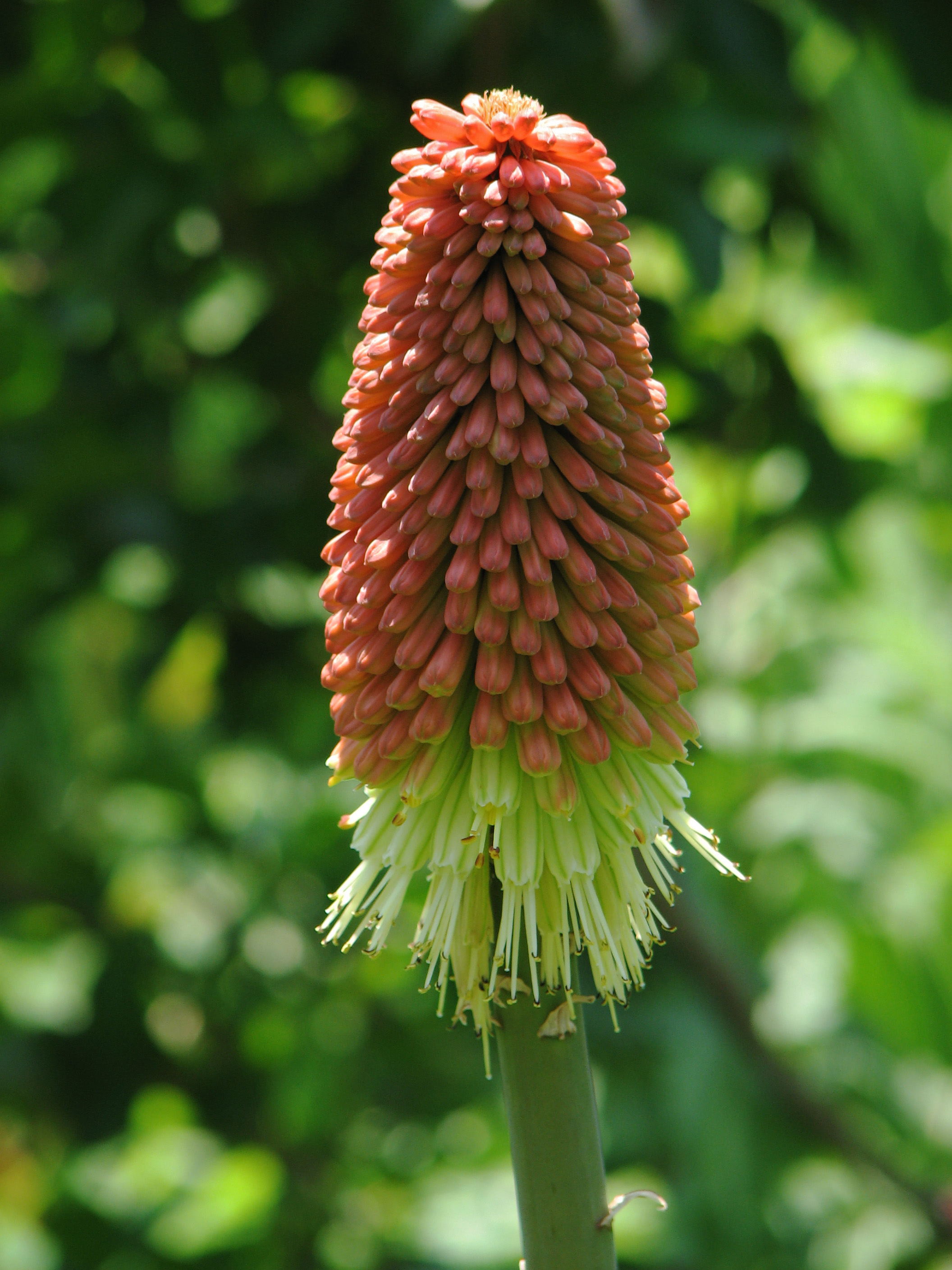

Имеется также множество садовых гибридов книпхофии, большей частью созданных на основе книпхофии ягодной (Kniphofia uvaria). Почти у всех гибридов высота взрослых растений составляет от одного до полутора метров.
- Kniphofia ‘Atlanta’. Бутоны — оранжево-красные, распустившиеся цветки — лимонно-жёлтые.
- Kniphofia ‘Cobra’. Форма с относительно короткими стеблями и бледно-оранжевыми бутонами.
- Kniphofia ‘Erecta’. Необычная листопадная форма с оранжево-красными цветками.
- Kniphofia ‘Express’. Цветки зеленовато-жёлтые.
- Kniphofia ‘Gold Crest’. Бутоны — оранжевые, распустившиеся цветки — жёлтые.
- Kniphofia ‘John Benary’. Бутоны и распустившиеся цветки — алые.
- Kniphofia ‘Lemon green’. Бутоны — жёлто-зелёные, распустившиеся цветки — жёлтые.
- Kniphofia ‘Little Maid’. Относительно невысокая форма (высота растений — до 60  см). Бутоны — бледно-зелёные, распустившиеся цветки — нежно-жёлтые.
- Kniphofia ‘Maid of Orleans’. Бутоны — жёлтые, распустившиеся цветки — кремово-жёлтые.
- Kniphofia ‘Royal standart’. Бутоны — алые, распустившиеся цветки — лимонно-жёлтые.
- Kniphofia ‘Samuel’s Sensation’. Бутоны — оранжево-красные, распустившиеся цветки — жёлтые.
- Kniphofia ‘Star of Baden-Baden’. Бутоны — красные, распустившиеся цветки — жёлтые.
- Kniphofia ‘Underway’. Бутоны — рыже-оранжевые, распустившиеся цветки — тёмно-жёлтые.
- Kniphofia ‘Winter Cheer’. Бутоны — оранжево-жёлтые, распустившиеся цветки — жёлтые.

Синоним:
 Kniphofia ‘Winter Cheer’
- Kniphofia ‘Yellow Hammer’. Бутоны — жёлто-зелёные, распустившиеся цветки — жёлтые. Цветы хорошо для срезки.
- Kniphofia ‘Zululandie’ = Kniphofia ‘Winter Cheer’

|  |  |  |